# Enfermedades de origen hídrico

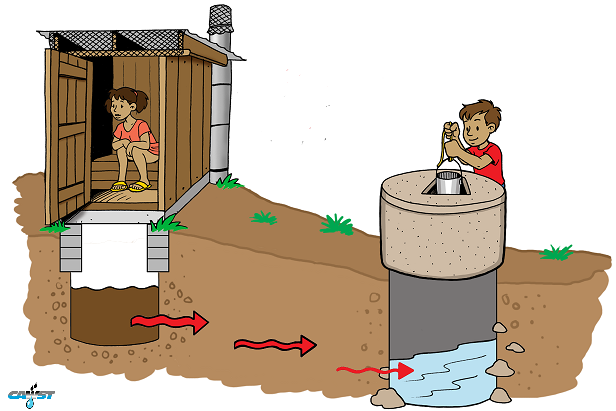
Contaminación de aguas subterráneas por letrinas de pozo.

Las enfermedades de origen hídrico son aquellas enfermedades cuya causa puede relacionarse con el agua. Estas enfermedades pueden ser transmitidas por el agua; tener base o estar originadas en el agua; pueden ser enfermedades de origen vectorial relacionadas con el agua o ser enfermedades vinculadas a la escasez de agua. La falta de agua potable y de saneamiento básico es la principal causa de enfermedades a nivel mundial, dos mil quinientos millones de personas siguen sin tener acceso a instalaciones de saneamiento en su hogar.

## Tipo de enfermedades

### Enfermedades transmitidas por el agua
Enfermedades transmitidas por el agua son aquellas causadas por el agua contaminada por desechos humanos, animales o químicos. Por ejemplo cólera, fiebre tifoidea, shigella, poliomielitis, meningitis, hepatitis, diarrea. En general, la mayoría se puede prevenir con un tratamiento adecuado del agua, antes de consumirla.

### Las enfermedades con base u originadas en el agua
Las enfermedades con base u originadas en el agua son causadas por organismos acuáticos que pasan una parte de su ciclo vital en el agua y otra parte como parásitos de animales como por ejemplo la esquistosomiasis. 
Los causantes de estas enfermedades son una variedad de gusanos trematodos, tenias, lombrices intestinales y nematodos del tejido, denominados colectivamente helmintos que infectan al hombre. Aunque estas enfermedades normalmente no son mortales, impiden a las personas llevar una vida normal y merman su capacidad para trabajar.

### Enfermedades de origen vectorial
Enfermedades de origen vectorial relacionadas con el agua son aquellas enfermedades transmitidas por vectores como los mosquitos, que se crían y viven cerca de aguas contaminadas y no contaminadas. Millones de personas padecen infecciones
transmitidas por estos vectores que infectan al hombre con malaria, fiebre amarilla, dengue, filariasis, chikunguña, fiebre del Zika, etc. 
La incidencia de estas enfermedades parece estar aumentando. Hay muchas razones para ello: la gente está desarrollando resistencia a los medicamentos que ayudan a combatir la malaria; los mosquitos están desarrollando resistencia a los insecticidas; los cambios medioambientales están creando nuevos lugares de cría. Por otra parte la migración, el cambio climático y la creación de nuevos hábitats provocan que menos gente desarrolle una inmunidad natural a estas enfermedades.

### Enfermedades vinculadas a la escasez de agua
Las enfermedades vinculadas a la escasez de agua se propagan en condiciones de escasez de agua dulce y saneamiento deficiente (tracoma, dermatitis de contacto, etc.). Estas enfermedades están teniendo un gran avance a través del mundo, pero pueden controlarse fácilmente con una mejor higiene, para lo cual es imprescindible disponer de suministros adecuados de agua potable.

## Diferentes enfermedades
| Enfermedad                               | Nombre común                                  | Agente patógeno                                                                  | Trasmisión | Distribución | Medidas preventivas |
| ---------------------------------------- | --------------------------------------------- | -------------------------------------------------------------------------------- | --- | --- | --- |
| Enteritis Bacteriana                     | Diarrea, gastroenteritis                      | Campylobacter jejuni, Escherichia coli, Salmonella spp., Yersinia enterocolítica | Fecal-oral, de persona a persona o de animal a persona                                                                                            | Por todo el mundo, particularmente seria y común entre los niños                                                               | - mejor calidad y cantidad de agua - mejor disposición de excretas - mejor higiene personal, doméstica y en los alimentos                                                                  |
| Shigelosis                               | Disentería bacilar                            | Shigella spp.                                                                    | Fecal-oral, de persona a persona | Todo el mundo | - mejor calidad y cantidad de agua - mejor disposición de excretas - mejor higiene personal, doméstica y en los alimentos                                                                  |
| Cólera                                   | Cólera                                        | Vibrio cholerae                                                                  | Fecal-oral, de persona a persona | Muy extendida fuera de América. Potencialmente en todo el mundo                                                                | - mejor calidad y cantidad de agua. - mejor disposición de excretas. - mejor higiene personal, doméstica y en los alimentos. - uso de medicinas.                                           |
| Paratifoidea                             | Paratifoidea                                  | Salmonella paratyphi                                                             | Fecal-oral, de persona a persona | Todo el mundo | - mejor calidad y cantidad de agua. - mejor disposición de excretas. - mejor higiene personal, doméstica y en los alimentos. - uso de medicinas.                                           |
| Leptospirosis                            | Enfermedad de Well                            | Leptospira spp.                                                                  | Excretada por animales (especialmente roedores) con la orina infectan al hombre a través de la piel                                               | Todo el mundo | - evitar contacto con cualquier materia que contenga orina (especialmente de rata) |
| Fiebre recurrente transmitida por piojos | -                                             | Borrelia recurrentis                                                             | La transmiten los piojos, de persona a persona | Todo el mundo, esp. las zonas pobres de las altas montañas de África, Asia y América Latina                                    | - mayor disponibilidad de agua. - mayor limpieza corporal. - lavado frecuente de la ropa. - programas de educación sanitaria.                                                              |
| Hepatitis A                              | Hepatitis infecciosa o ictericia              | Virus de la hepatitis A                                                          | Fecal-oral, de persona a persona | Todo el mundo | - mayor disponibilidad de agua. - mayor limpieza personal y doméstica. - vacunación. |
| Poliomielitis                            | Polio                                         | Poliovirus                                                                       | Fecal-oral, de persona a persona | Todo el mundo | - vacunación |
| Diarrea viral                            | Diarrea                                       | Rotavirus, agente de Norwalk                                                     | Fecal-oral, de persona a persona | Todo el mundo | - mejor calidad y cantidad de agua. - mejor disposición de excretas. - mejor higiene personal, doméstica y de los alimentos.                                                               |
| Dengue                                   | Fiebre quebranta huesos                       | Virus del dengue                                                                 | Transmitido por mosquito Aedes aegypti y otras especies de Aedes, de persona a mosquito a persona                                                 | Casi todo el mundo. Una nueva forma severa (dengue hemorrágico) se da en algunos países                                        | - vacunación. - planes de abastecimiento de agua y disposición de excretas que eliminen los lugares de reproducción de los mosquitos. - repelentes y mosquiteros                           |
| Fiebre amarilla                          | -                                             | Virus de la fiebre amarilla                                                      | Transmitida por el mosquito Aedes aegypti y otras esp. de Aedes de persona a mosquito a persona                                                   | Mayoría de ciudades cálidas del mundo                                                                                          | - vacunación. - planes de abastecimiento de agua y disposición de excretas que eliminen los lugares de reproducción de los mosquitos. - repelentes y mosquiteros.                          |
| Otras arbovirosis                        | -                                             | Gran cantidad de virus que producen infecciones encefalíticas y hemorrágicas     | Principalmente infecciosa sobre animales, transmitidas por artrópodos que infectan picando o mordiendo al hombre. Ej. mosquitos, garrapatas, etc. | Todo el mundo | - vacunación. - planes de abastecimiento de agua y disposición de excretas que eliminen lugares de reproducción de los mosquitos. - repelentes y mosquiteros.                              |
| Amibiasis                                | Disentería amibiana                           | Entamoeba histolytica                                                            | Fecal-oral, de persona a persona | Todo el mundo | - mayor calidad y cantidad agua. - mejor disposición de excretas. - mayor higiene personal, doméstica y de los alimentos.                                                                  |
| Balantidiasis                            | Diarrea                                       | Balantidium coli                                                                 | Fecal-oral, de persona a cerdo o de cerdo a persona                                                                                               | Todo el mundo | - mayor calidad y cantidad de agua. - mejor disposición de excretas. - mayor higiene personal, doméstica y de los alimentos.                                                               |
| Giardiasis                               | Diarrea                                       | Giardia lamblia                                                                  | Fecal-oral, de persona a persona | Todo el mundo | - mayor calidad y cantidad de agua. - mejor disposición de excretas. - mayor higiene personal, doméstica y de los alimentos.                                                               |
| Malaria                                  | Malaria                                       | Plasmodium spp.                                                                  | Transmitida por mosquitos Anopheles, de persona a mosquito a persona                                                                              | Mayoría de zonas cálidas del mundo aunque se ha erradicado en algunas                                                          | - uso de drogas supresivas. - repelentes y mosquiteros. - uso de larvicidas y aceites. - eliminar aguas estancadas.                                                                        |
| Tripanosomiasis                          | Enfermedad de Chagas                          | Trypanosoma cruzi                                                                | Transmitida por chinches (Reduviidae), de persona a animal a chinche a persona                                                                    | América Latina | - |
| Ascaris                                  | Lombrices                                     | Ascaris lumbricoides                                                             | De persona a suelo a persona | Todo el mundo | - mejor higiene. - mejor disposición y tratamiento de excretas. |
| Difilobotriasis                          | Tenía del pescado                             | Diphyllobothrium latum                                                           | Persona, animal o copípodo a pescado a persona | Europa Oriental, Norte y Suramérica; países africanos en donde se consume pescado de agua dulce y en algunos países asiáticos. | - cocinar bien el pescado o las plantas acuáticas antes de comerlas. - mejorar tratamiento de excretas antes de descargarlas en lagunas de estabilización.                                 |
| Enterobiasis                             | Lombrices                                     | Enterobius vermicularis                                                          | De persona a persona | Todo el mundo | - mejor higiene personal. - disminución de hacinamiento. |
| Himenolipsiasis                          | Tenía enana                                   | Hymenolepis nana                                                                 | Persona o roedor a persona | Todo el mundo | - mejor higiene personal. - mejores métodos de disposición de excretas. - tratamiento con drogas.                                                                                          |
| Anquilostomiasis                         | Anquilostomiasis                              | Ancylostoma duodenale, Necator americanus                                        | De persona al suelo a persona | Principalmente en climas húmedos y cálidos                                                                                     | - tratamiento de excretas antes de echarlas en la tierra. - mejores hábitos de higiene. |
| Paragoniamiasis                          | Duela pulmonar                                | Paragonimus wastermaní                                                           | Del cerdo, persona, perro, gato o animal a caracol acuático cangrejo a persona                                                                    | Este de Asia y algunos focos dispersos en África y América del Sur                                                             | - evitar que las excretas sin tratar lleguen al agua superficial. - cocinar bien el pescado y los cangrejos antes de comerlos.                                                             |
| Esquistosomiasis                         | Bilarziosis                                   | 1. Schistosoma haematobium. 2. Schistosoma mansoni. 3. Schistosoma japonicum     | 1. Persona a caracol. 2. Persona a caracol y caracol a persona. 3. Persona o animal a caracol y caracol a persona                                 | 1 África, Oriente Medio y la India. 2 y 3 África, Oriente Medio y América Latina Sudeste de Asia                               | - disminuir el contacto con el agua. - control de caracoles. - programas de educación sanitaria. - mantener orina y excretas fuera de lagunas, canales y arroyos. - proporcionar inodoros. |
| Estrongiloidiasis                        | Gusano barrenador                             | Strongyloides stercolaris                                                        | Persona a suelo a persona | Principalmente en climas cálidos y húmedos                                                                                     | - tratar las excretas antes de usarlas en la agricultura. - uso de calzado. - proporcionar inodoros.                                                                                       |
| Teneasis                                 | 1. Solitaria de la res. 2 Solitaria del cerdo | 1. Taenia saginata. 2. Taenia solium                                             | 1. Persona a vaca y vaca a persona. 2. Persona a cerdo y cerdo a persona                                                                          | 1 y 2 Todo el mundo | - proporcionar inodoros. - tratamiento de excretas antes de aplicarlas a la tierra. - inspección y buena cocción de las carnes.                                                            |
| Tricuriasis                              | Tricocéfalos                                  | Trichuris trichiura                                                              | Persona a suelo y suelo a persona | Todo el mundo | - mejor disposición de excretas. - tratamiento de excretas antes de aplicarlas a la tierra. - inspección y buena cocción de las carnes.                                                    |
| +Filariasis (Bancrofti)                  | Puede causar la elefantiasis                  | Wuchereria bancrofti                                                             | Transmitida por mosquitos, principalmente Culex pipiens, Anopheles spp., y Aedes spp., de persona a mosquito a persona                            | Todo el mundo | - evitar uso de caños superficiales para aguas negras. - uso de aceites e insecticidas. - eliminar vegetación de lagunas de estabilización de aguas residuales.                            |
| Oncocercosis                             | Ceguera del río                               | Onchocerca volvulus                                                              | Transmitida por moscas negras (Simulium spp.), persona a mosca a persona                                                                          | América Latina, África y Yemen                                                                                                 | - usar ropa protectora y repelente. - tratar con químicos los lugares de reproducción. |